# Sava
Sáva (hrv. in srb. Sava) je reka v Srednji in Jugovzhodni Evropi, desni pritok Donave, najdaljša reka v Sloveniji, po količini vode največji pritok Donave in drugi največji pritok po velikosti porečja (za Tiso). Marsikdaj se navaja kot severna meja Balkanskega polotoka.
Povirje Save leži v celoti v Sloveniji, njenemu porečju pripada več kot polovica slovenskega ozemlja. Ima dva povirna kraka, vendar navadno štejemo Savo Dolinko kot njen glavni krak. Izvira v Zelencih pri Podkorenu, teče proti vzhodu in jugovzhodu ter se pod Radovljico združi s Savo Bohinjko, ki priteka iz Bohinjskega jezera. Združena reka nadaljuje svoj tok po Ljubljanski kotlini, se v ozki soteski prebije skozi Posavsko hribovje, prečka Krško kotlino in pod Brežicami vstopi v Panonsko nižino. Večinoma teče po široki dolini po njenem južnem robu na Hrvaškem, nato tvori severno mejo Bosne in Hercegovine s Hrvaško, kratek odsek predstavlja mejo med Srbijo in BiH, na koncu pa v celoti po Srbiji (delno kot meja z Avtonomno pokrajino Vojvodino) in se pri Beogradu izlije v Donavo.
Večji levi pritoki Save so Tržiška Bistrica, Kokra, Kamniška Bistrica in Savinja v Sloveniji ter Sotla, Krapina, Lonja, Orljava in Bosut na Hrvaškem.
Večji desni pritoki Save so Sora, Ljubljanica, Mirna in Krka v Sloveniji ter Kolpa na Hrvaškem, Una, Vrbas, Bosna na meji BiH, Drina na meji BiH in Srbije ter Kolubara v Srbiji.

## Opis reke
Enotna reka Sava se začne na sotočju Save Dolinke in Save Bohinjke v skoraj 100 m globoki dolini pod mestom Radovljica. Po koncu zadnje ledene dobe, ko so ledeniki počasi izginili in je pobočja sčasoma prerasel gozd, se je močno zmanjšal dotok proda in drugega plavja v reko, zato je reka začela odnašati svoje lastne naplavine. Ker pa ima v sedanjem času manjši strmec kot v ledenih dobah, znaša višinska razlika med Savo in širokim dnom Ljubljanske kotline pri Radovljici okoli 90 m, pri Ljubljani pa komaj okoli 20 m.
Vse do Kranja teče Sava po jugozahodnem robu kotline, na obeh straneh, še posebno na levem bregu pa jo spremljajo obsežne prodne terase s polji in vasmi (Dobrave). Ob sami reki je le nekaj manjših vasi (mdr. Podnart, poteka pa po njej železniška proga Ljubljana-Jesenice. Pri Kranju, ki stoji na izrazitem pomolu nad sotočjem Save in levega pritoka Kokre, vstopi reka na Kranjsko-Sorško polje, a ga prečka po ozki, do 50 m globoki dolini Zarica, zarezani v apnenčasti konglomerat, v kateri sta zajezitveni jezeri za HE Mavčiče in Medvode (Trbojsko in Zbiljsko jezero). V Medvodah dobi z desne pritok Soro, prečka kratko ožino pri Mednem in vstopi na Ljubljansko polje, kjer teče v glavnem proti jugovzhodu po severnem obrobju Ljubljane.
Na vzhodnem koncu Ljubljanske kotline pri Dolskem vstopi Sava v slikovito sotesko, s katero se je vrezala prav po sredini Posavskega hribovja in izdelala skoraj 50 km dolgo in do 500 m globoko sotesko, eno najslikovitejših v vsej Srednji Evropi. V nekoliko razširjenem delu doline stoji na obeh bregovih reke Litija, dolvodno so ob levih pritokih Save mesta Zagorje ob Savi, Trbovlje in Hrastnik. Nastala so v 19. stoletju ob rudnikih rjavega premoga, zaradi katerega so po soteski speljali tudi Južno železnico. Pri Zidanem Mostu se Savi z leve pridruži Savinja, na njunem sotočju je nastalo pomembno železniško križišče. Pri Radečah se dolina Save nekoliko razširi in reka teče proti jugovzhodu mimo Sevnice, kjer se ji z desne pridruži Mirna, do Krškega. Tu se pokrajina odpre v Krško kotlino, v katero je Sava nasula velik prodni vršaj in z njim potisnila desni pritok Krko prav pod vznožje Gorjancev. Šele pri Brežicah se tudi Sava približa obronkom Gorjancev in tu se pod mestom vanjo izlije Krka. Svoj tok proti Hrvaški nadaljuje proti jugovzhodu po tektonskem jarku med grudama Gorjancev in Marije Gorice, koder je že v davnini vodila pomembna prometna pot med Srednjo Evropo in Balkanom. Malo niže doseže slovensko-hrvaško mejo, teče nekaj časa po njej, dobi z leve pritok Sotlo in vstopi na Hrvaško.
Od izliva Sotle navzdol je Sava ponovno nasula skoraj 50 km dolg prodno-peščeni vršaj, ki je skoraj edini vir pitne vode za več kot milijon prebivalcev Zagreba in okolice. Sava teče po njem z razmeroma precejšnjim strmcem (3,6 m/km) in šele pri Rugvici se njen strmec zmanjša na vsega 0,04 m/km in pravzaprav šele tu postane prava ravninska reka. Zagreb se je po 2. svetovni vojni razširil po ravnini na obeh bregovih Save in tu se pokrajina odpre v širno ravnino (Posavina). Reka teče v širokih zavojih najprej proti jugovzhodu do Siska, kjer se vanjo izlije Kolpa. Nekako od tu naprej se preusmeri bolj ali manj proti vzhodu, ob njej pa so predvsem na levem (hrvaškem) bregu ponekod obsežni nižinski hrastovi gozdovi. Od Jasenovca navzdol postane mejna reka med Hrvaško  ter Bosno in Hercegovino in tu iz Dinarskega gorstva na jugu dobiva vrsto velikih pritokov: Uno, Vrbas, Bosno in Drino, večja mesta pa so nastala na zgodovinsko pomembnih prehodih preko reke (Gradiška, Slavonski Brod, Bosanski Brod, Županja in Brčko).
Nekoliko nad izlivom Drine vstopi Sava v Srbijo in teče v velikih vijugah po meji med ravninskim puhličnim platojem Srem na levem bregu in razgibanim gričevjem panonskega obrobja na jugu mimo Sremske Mitrovice, Šabca in Obrenovca, se usmeri proti severovzhodu, teče med 'starim' in Novim Beogradom ter se v veličastnem ustju pod trdnjavo Kalemegdan po 947 km poti izlije v Donavo.

## Hidronim in etimologija
Sava se je v antiki imenovala Σάος in v latinskem jeziku Savus. Ime ima po mnenju etimologov indoevropske korenine in bi lahko izhajalo iz indoevropske osnove seu̯ in bi pomenilo sok, vlažno, deževati, teči. V starejših virih se omenja med drugim kot Sawa (838), Souwa (895), Savva (1011), Suowa (1040), Sawa (1248), itd.

## Hidrogeografija
Oba povirna dela Save imata alpski snežno-dežni režim s prvim viškom junija (taljenje snega v visokogorju) in drugim viškom oktobra zaradi jesenskih deževij in zmanjšane evapotranspiracije. Najmanjši pretoki so februarja, ko padavine ostajajo večinoma v porečju kot snežna odeja, drugi nižek pa je v mesecu avgustu. Dolvodno se poznospomladanski višek hitro zmanjšuje in že od Ljubljane navzdol ima reka alpski dežno-snežni režim, saj prevlada jesenski dežni višek nad snežnim. Od Zagreba navzdol dobiva Sava vse bolj panonski dežno-snežni režim, za katerega je značilen primarni višek v aprilu in maju in izrazit poletni nižek v avgustu in septembru.
Najmanjši in največji zabeleženi pretoki Save v obdobju 1971–2000 (m3/s) 
| Vodomerna postaja | Najmanjši pretok (datum) | Največji pretok (datum) | Povprečni letni pretok |
| ----------------- | ------------------------ | ----------------------- | ---------------------- |
| Radovljica I      | 4,8 (1.3.1975)           | 687 (7.11.2000)         | 43,05                  |
| Šentjakob         | 15,5 (20.8.1993)         | 1422 (1.11.1990)        | 85,12                  |
| Litija I          | 32,9 (27.9.1971)         | 2069 (2.11.1990)        | 157,83                 |
| Čatež I           | 49,3 (30.8.1992)         | 3267 (2.11.1990)        | 271,67                 |

Sava je v zgornjem in srednjem toku sicer kar izrazit hudournik (v Radovljici je bila razlika med najmanjšim in največjim pretokom v obdobju 1971-2000 143-kratna, vendar pa njen hudourniški značaj ni tako izrazit kot pri mnogih drugih slovenskih rekah. V Ljubljanski kotlini tudi poplavlja ne veliko, saj teče večinoma po ozki in redko poseljeni dolini. V preteklosti se je razlivala na Ljubljanskem polju, vendar so bila naselja od nekdaj na varnem na višjih terasah, po izgradnji HE Medvode in regulaciji pa je Sava za več metrov poglobila strugo v lastne naplavine. Podobno je tudi v soteski skozi Posavsko hribovje, obsežno poplavno območje je šele pod Krškim, kjer je nekoč poplavljala zlasti vasi na levi, štajerski strani, ki so kljub izgradnji protipoplavnih nasipov še vedno ogrožene zaradi poplav. Vode so ob poplavah 30. novembra in 1. decembra 1923 zalile skoraj celotno poplavno ravnico na obeh straneh Save vse od Krškega do Siska, prav tako 23. septembra 1933, ko je Sava med Brežicami in Sotlo poplavila več kot 13 km2 ravnine in je na vodomerni postaji na Čatežu dosegla pretok 3520 m3/s. Še huje je bilo 25. oktobra 1964, ko je Sava ponovno zalila celotno poplavno ravnico in ogrožala več kot 2000 prebivalcev v vaseh Vrbina, Trnje, Mostec, Mihalovce, Loče in Krška vas, poplavljene so bile tudi Čateške toplice.
Po tej katastrofi so na najbolj ogroženih delih ravnine od Brežic in Čateža navzdol zgradili protipoplavne nasipe, vendar je 2. novembra 1990 prišla nova ujma, ne bistveno manjša od oktobrske leta 1964. Nasipi so sicer obvarovali termalno zdravilišče in v precejšnji meri tudi vasi na levi strani pod Brežicami, močneje pa se je voda razlivala v Vrbini in na desnem bregu med Krškim in Krško vasjo.
Naslednja katastrofalna poplava je prišla 19. septembra 2010, ko je Sava na Čatežu dosegla višino 855 cm in pretok kar 3727 m3/s, precej več kot ob poplavi 2. novembra 1990 (3267 m3/s). Najbolj prizadeta je bila Krška vas z okolico, saj je visoka Sava dobesedno zajezila Krko, ki se je na široko razlila po poplavni ravnici okrog Krške vasi. Hudo je bilo tudi v vasi Loče, poplavilo je tudi del Term Čatež. Z izgradnjo verige hidroelektrarn na Savi naj bi se nevarnost poplav ob spodnji Savi močno zmanjšala, vendar primer poplav ob Dravi 5. novembra 2012 kaže, da tudi to ne zagotavlja popolne varnosti pred poplavami.
Še večje težave s poplavami Save imajo na Hrvaškem, saj so velik del Novega Zagreba zgradili v poplavnem območju na obeh bregovih reke, čeprav je Sava poplavljala tudi že v preteklosti (hude poplave 1895, 1926, 1933 in 1964). Ena najhujših poplav je mesto prizadela 25. in 26. oktobra 1964, v njej je umrlo 17 ljudi, več kot 40.000 ljudi pa je ostalo brez domov. Še večje količine vode so se iz Slovenije na Hrvaško privalile 20. septembra 2010, ko je pri Rugvici Sava dosegla vodostaj 980 cm, vendar so bile posledice veliko manj hude kot leta 1964 zaradi izgradnje protipoplavnih nasipov in poplavnega razbremenilnika Sava-Odra, po katerem lahko odvajajo presežke vode iz Save na neposeljene dele Turopolja. Kljub temu je Sava takrat poplavila okoli 75 km2 površine in več kot 1000 stanovanjskih hiš na območju Zaprešića, Samobora in Velike Gorice.
Po katastrofalnih poplavah leta 1964 so z velikimi gradbenimi posegi močno spremenili razmere v Savi mimo Zagreba in dolvodno proti Sisku. Januarja 1979 so odprli 32 km dolg razbremenilni prekop Sava–Odra, ki naj bi ga podaljšali še naprej do Save nad Siskom in obnovili protipoplavne nasipe, ki so v povprečju visoki 4–5 m ter odmaknjeni okoli 100 m od rečnega brega. Prekop ima zmogljivost 1000 m3/s in ga predvidoma uporabijo, ko pretok Save pri Zagrebu doseže 1900 m3/s.
Ker se kljub poplavni nevarnosti mesto nezadržno širi po poplavnem območju, obstajajo velikopotezni načrti reševanja problema poplav v kombinaciji s pridobivanjem električne energije in gradnjo plovne poti po umetnem prekopu Sava–Sava, ki bi nastal s podaljšanjem sedanjega prekopa Sava–Odra vse do Prevlake nad Siskom. V obstoječih prostorskih načrtih zagrebške županije in mesta Zagreb to zaenkrat ni predvideno, pač pa nameravajo na tem odseku Save graditi nove hidroelektrarne, in sicer Podsused, Prečko, Zagreb in Drenje, izboljšati protipoplavne nasipe ter poglobiti prekop Sava-Odra, saj je njegova funkcija zdaj omejena zaradi poglabljanja savske struge.
Ob velikih poplavah Save so ogrožena tudi nekatera druga mesta dolvodno od Zagreba, predvsem Sisak na sotočju Save in Kolpe in Slavonski Brod. Poleg razbremenilnega prekopa Sava-Odra (52 km), ki varuje Zagreb pred poplavami, so zgradili še prekop Lonja–Strug (105 km) od Prevlake do Pivare dolvodno od Stare Gradiške. Za začasno zadrževanje poplavne vode sta na razpolago retenzijska bazena Lonjsko polje (587.000 m3) in Mokro polje (545.000 m3), vzdolž reke je zgrajenih na desetine kilometrov protipoplavnih nasipov, ki varujejo naselja in kmetijske površine.

## Kakovost vode
Še v 90. letih dvajsetega stoletja je bila Sava med najbolj onesnaženimi rekami v Sloveniji, z izjemo povirnih delov Save Bohinjke in Save Dolinke. Obremenjevala jo je predvsem industrija in mesta, ki takrat sploh še niso imela čistilnih naprav (mdr. železarna Jesenice, industrija v Kranju, Ljubljana, rudniki in industrija v Zasavju, Savinja), v vodi so bile tudi večje količine težkih kovin. Vsakih nekaj let so ob čiščenju akumulacijskega jezera za HE Moste, v katerem so se odlagale strupene snovi iz železarne, uničili skoraj ves živelj vse do Zbiljskega jezera in še naprej. Nazadnje se je to zgodilo leta 1974, je pa še zdaj na dnu jezera za pregrado HE Moste po nekaterih ocenah do 2 milijona m3 nevarnih snovi, ki jih je v poznejših letih prekrila naravna naplavina.
Dokler Ljubljana še ni imela čistilne naprave, je bila Sava pod izlivom Ljubljanice v najslabšem kakovostnem razredu, enako v Zasavju, kjer so se vanjo stekali izpusti iz rudnikov, industrije in mestna kanalizacija. Še posebno močno je bilo bakteriološko onesnaženje, tako da je bila Sava skoraj v celotnem toku neprimerna celo za kopanje.
Današnje razmere so neprimerljive s takratnimi. V letu 2010 je bilo kemijsko stanje Save v celotnem toku skozi Slovenijo dobro, ekološko stanje reke pa je bilo dobro do zelo dobro, z izjemo nekaj krajših odsekov, kjer je bilo stanje ocenjeno kot zmerno.
Dolvodno od Zagreba je Sava še vedno precej onesnažena, čeprav se stanje izboljšuje zaradi zmanjševanja industrijskega onesnaževanja ter gradnje čistilnih naprav, tako v Sloveniji kot na Hrvaškem.

## Hidroelektrarne
Prva hidroelektrarna na Savi je bila zgrajena že leta 1955 (HE Moste) in še vedno gradimo načrtovano verigo hidroelektrarn. V primerjavi z Dravo ima Sava precej manj vode, zato so elektrarne manjše, vendar bo celoten niz elektrarn, v katerem naj bi bilo zaenkrat 12 hidroelektrarn, pomembno prispeval k trajnostni oskrbi Slovenije z energijo. Na zgornjem odseku Save so že zgrajene vse tri hidroelektrarne (Moste, Mavčiče in Medvode), na spodnji Savi so zgrajene HE Vrhovo, Boštanj, Blanca, Krško in Brežice, v pripravi pa je še HE Mokrice. Na srednji Savi med Ljubljano in Zidanim Mostom se bo zaenkrat od predvidenih desetih hidroelektrarn gradilo tri, in sicer Renke (35 MW), Trbovlje (34 MW) in Suhadol (41 MW).
| Hidroelektrarna | Instalirana moč (MW) | Začetek obratovanja | Upravljavec |
| --------------- | -------------------- | ------------------- | ----------- |
| Moste           | 13                   | 1952                | SEL         |
| Mavčiče         | 38                   | 1986                | SEL         |
| Medvode         | 25                   | 1953                | SEL         |
| Vrhovo          | 34                   | 1993                | SEL         |
| Boštanj         | 36                   | 2006                | HESS        |
| Blanca          | 42                   | 2010                | HESS        |
| Krško           | 42                   | 2013                | HESS        |
| Brežice         | 47,4                 | 2017                | HESS        |

SEL = Savske elektrarne Ljubljana d.o.o.
HESS = Hidroelektrarne na spodnji Savi d.o.o.
Hrvaška ima v načrtu gradnjo štirih HE na Savi pri Zagrebu, in sicer Podsused (52 MW), Prečko (23 MW), Zagreb (19 MW) in Drenje (39 MW). Gradili jih bodo v okviru obsežnega projekta Zagreb na vodi z osnovnima ciljema varovanja mesta pred poplavami in zagotavljanja oskrbe s pitno vodo.

## Ljudje in reka
Sava je bila že v davnini pomembna prometna pot med Jugovzhodno in Srednjo Evropo. Že stara grška pripovedka govori o potovanju Argonavtov  iz Črnega morja po Donavi, Savi in Ljubljanici do Vrhnike  (antični Nauportus), od koder so ladjo prenesli po suhem do Jadranskega morja (po drugih virih do izvirov Vipave).
Tovorni promet po reki se je ohranjal skozi stoletja srednjega veka, v novem veku pa je reka postala še pomembnejša zaradi oskrbe čet v vojnah s Turčijo. Prevažali so predvsem žito, vino, les in kovine. Ko je avstrijska vojska leta 1717 osvojila Beograd in 1718 s Turčijo podpisala mir v Požarevcu, je prišlo do hitrega razcveta trgovine z novo osvojenimi deželami. Leta 1735 je avstrijska vojska začela z obsežnimi regulacijskimi deli, s katerimi so uredili predvsem odseke z nevarnimi brzicami. Pri prevažanju blaga po reki navzgor so večino poti od Brežic navzgor uporabljali vlečno živino, za katero so vzdolž reke zgradili posebno vlečno pot. Promet po reki je zamrl šele z izgradnjo južne železnice (1849) in železnice Zidani Most-Sisak (1862).
Megalomanske ideje o gradnji plovne poti med Črnim in Jadranskim morjem po Donavi, Savi in Ljubljanici ter naprej proti morju so se pojavljale tudi še po drugi svetovni vojni, a seveda niso mogle biti uresničene. Sava je danes plovna za večje rečne ladje od izliva v Donavo do Slavonskega Broda (377 km), za manjše ladje do izliva Kolpe pri Sisku (583 km) in ob večjem vodostaju do Rugvice (653 km). Prevažajo predvsem pesek, prod, gradbeni material, nafto in naftne derivate.
Po razpadu Jugoslavije je Sava postala mednarodna reka, vendar razcvet ladijskega prometa ovirajo naravni in družbeni dejavniki. Glavne ovire so dolga obdobja nizkega vodostaja, številni meandri in ostri zavoji, nizki mostovi in potopljena plovila iz zadnje vojne v devetdesetih letih dvajsetega stoletja. Plovna pot danes ni urejena za redno plovbo, promet po reki je dovoljen samo podnevi. Že v 70. letih dvajsetega stoletja je nastala ideja o celoviti izgradnji plovne poti po Savi, ki je vključevala tudi gradnjo 60 km dolgega prekopa Donava-Sava med Vukovarjem in Šamcem, vendar zamisel ni bila uresničena.
Sava je na nekaterih odsekih pomembna za šport in rekreacijo. Najbolj znana je umetna proga za kajak in kanu v Tacnu pod Šmarno goro (Kajak kanu center Tacen), kjer potekajo tekme svetovnega pokala v kajaku in kanuju na divjih vodah. Za vodne športe je zanimiv zgornji tok Save do Kranja, za rekreacijo prebivalstva tudi Trbojsko in Zbiljsko jezero. V Zagrebu so za univerzijado 1987 zgradili obsežen športno-rekreativni center Jarun na levem bregu Save z Jarunskim jezerom, na katerem so uredili 2 km dolgo veslaško progo (svetovno prvenstvo v veslanju avgusta 2000), plaže, igrišča in druge objekte za rekreacijo Zagrebčanov. Na nasprotnem, desnem bregu reke, so leta 2008 zgradili Areno Zagreb, večnamensko dvorano s 15.000 sedeži, v kateri je potekalo svetovno rokometno prvenstvo leta 2009.

## Varstvo narave
V slovenskem delu je na Savi sicer niz hidroelektrarn, vendar so številni daljši odseki ohranjeni v dobrem stanju, nekateri odseki in poplavne ravnice ob njih so tudi vključeni v varovana območja Natura 2000 (del doline od izliva Tržiške Bistrice do Spodnje Besnice, odsek od Medvod do mostu v Črnučah in velik del strmih pobočij savske doline v Posavskem hribovju).
Odmeven spor je leta 1999 sprožil projekt obnove HE Moste, ki je predvideval izgradnjo velikega kompenzacijskega bazena dolvodno od sedanje elektrarne na mestu zavarovanega mokrišča Brje. Projekt je zastal leta 1999, ko so državljani ustanovili Odbor za ohranitev Save Dolinke in začeli organizirano akcijo civilne družbe proti uničenju naravnega spomenika Brje. Po nekaj letih sporov so prebivalci občine Bled 3. oktobra 2004 z veliko večino zavrnili občinski odlok o spremembah in dopolnitvah odloka o razglasitvi povirij, močvirij in rastišč redkih rastlin v občini Bled (občinski svet ga je sprejel 2.6.2004) in s tem zaenkrat preprečili uničenje mokrišča Brje.
Za razliko od Mure ob zgornjem in srednjem toku Save ni obsežnejših obrečnih logov in poplavnih gozdov. Povsem drugače je ob spodnjem toku, kjer so dolvodno od Siska zlasti na hrvaškem (levem) bregu reke ohranjeni obsežni kompleksi logov in poplavnih gozdov z bogatim živim svetom. Najobsežnejši so na Lonjskem polju od vasi Gušće do Stare Gradiške in so vključeni v naravni park Lonjsko polje (507 km2). Večina zavarovanega območja je izpostavljena pogostim poplavam in služi kot izjemno učinkovit zadrževalnik poplavnih voda. Pomemben je tudi kot bivališče vodnih ptičev in je vključen v ramsarski seznam mednarodno pomembnih mokrišč. Prevladujejo obsežni gozdovi hrasta doba (Quercus robur), v parku je tudi vas Čigoč, ki so jo 1994 razglasili za evropsko vas štorkelj, saj v njej gnezdi okoli 200 štorkelj – več kot ima vas prebivalcev.
Nasproti izlivu Une je spominski park Jasenovac, kjer je bilo med drugo svetovno vojno ustaško koncentracijsko taborišče.
Ob spodnjem toku Save je dolvodno od Sremske Mitrovice na levem bregu posebni naravni rezervat Obedska bara (299 km2), ki je prav tako vključen v ramsarski seznam mednarodno pomembnih mokrišč. Območje se odlikuje po veliki raznolikosti mokriščnih habitatov, od mrtvic v opuščenih rečnih rokavih, do močvirij, poplavnih gozdov in vlažnih travnikov, v katerih živi več kot 220 različnih vrst ptičev in drugih živih bitij.

## Galerija
- Sava Bohinjka pred sotočjem s Savo Dolinko
- Sava pri Podnartu
- Sava v Kranju, desno HE Sava
- Sava pri Tomačevem
- Sotočje Save in Ljubljanice (desno) pri Podgradu
- Soteska Save pri Trbovljah
- Sava med Trbovljami in Hrastnikom
- Sava pri Jasenovcu
- Sava kot mejna reka med Brodom (Republika Srbska, BiH) in Slavonskem Brodu (Hrvaška)
- Sava v Beogradu s Kalemegdana